# Kybartai
Kybartai (en polonais : Kibarty ; en allemand : Kibarten) est une ville (miestas) de la municipalité du district de Vilkaviškis dans l'apskritis de Marijampolė, en Lituanie. 

## Géographie
La ville appartient la région historique de Sudovie dans le sud-ouest de la Lituanie. Elle se situe tout près de la frontière avec l'oblast de Kaliningrad, l'ancienne province de Prusse-Orientale, le long du parcours de la rivière Liepona. La capitale du district Vilkaviškis se trouve à 16 km à l'ouest. 
Le passage frontalier entre Kybartai et Tchernychevskoïe à l'ouest fait partie de la route et de la voie ferrée importante reliant l'exclave de Kaliningrad au reste de la Russie. La route magistrale 7 (route européenne 28) part de la frontière et mène vers l'est à Marijampolė.
La seniūnija de Kybartai avait une population de 7 960 habitants en 2011.

## Historique
Comme la ville de Virbalis à l'est, la colonie de Kybartai a été fondée par Bona Sforza (1494-1557), l'épouse de Sigismond Ier le Vieux, roi de Pologne et grand-duc de Lituanie de 1506 à 1548. Il a été cité pour la première fois dans un cadastre de 1561. La frontière du grand-duché de Lituanie avec la région de Prusse à l'ouest était définie par la paix du lac de Melno en 1422.
À la suite du troisième partage de la Pologne jusqu'à la conclusion des traités de Tilsit, Kybartai appartenait à la province de Nouvelle-Prusse-Orientale, puis au duché de Varsovie selon les frontières redessinées par Napoléon. Neuf ans plus tard, après le congrès de Vienne, le lieu fait partie de l'Empire russe. Appartenant au Royaume du Congrès, il obtient son statut de ville en 1856 et fut incorporé dans le gouvernement de Suwałki.

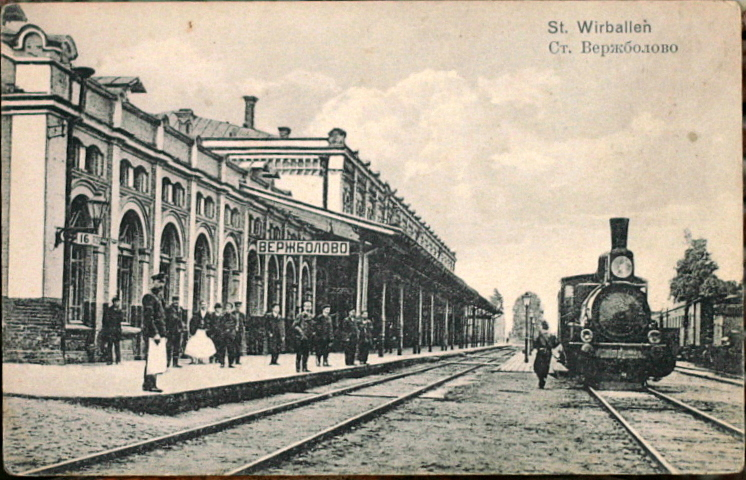
La gare de Virbalis à Kybartai, vers 1900.

La gare frontière à Kybartai fut inaugurée en 1851. Nommée d'après la ville de Virbalis (en russe : Вержболо́во, en allemand : Wirballen), la station ferroviaire eut toujours une grande importance à partir des années 1860, car c'était la première gare du côté de l'Empire russe lorsqu'on arrivait de Prusse-Orientale. De 1871 jusqu'en 1918, cet endroit était, comme Eydtkuhnen (aujourd'hui Tchernychevskoïe), à deux kilomètres côté prussien, le poste frontière entre le Empire allemand et la Russie. Le nom de Wirballen a été cité par de nombreux auteurs de la littérature allemande et de la littérature russe, comme étant le premier arrêt des diligences en Russie impériale, puis le premier poste-frontière du train Nord-Express, puis des trains ouest-est du Reich allemand en URSS. C’est ici qu'il fallait changer de train, car l'écartement des voies russes était et demeure plus large que la voie normale de la ligne de Prusse-Orientale. Lorsque l’on part de Saint-Pétersbourg c’est ici que l’on change de train pour continuer le voyage à Berlin. 
Après la Première Guerre mondiale, Kybartai revient à la république de Lituanie. Pendant la Seconde Guerre mondiale, en juin 1940, la région est occupée par l'Armée rouge ; l'année suivante, elle a été envahie par les forces de la Wehrmacht au cours de l'opération Barbarossa. Le 30 juin, 1941, un Einsatzgruppe d'allemands et de nationalistes lituaniens assassine les juifs de la ville. 106 à 116 hommes juifs sont tués dans une carrière. De juillet à l'automne 1941, d'autres exécutions de masse déciment la communauté juive locale faisant plusieurs centaines de victimes dans la ville voisine de Virbalis et des environs. 

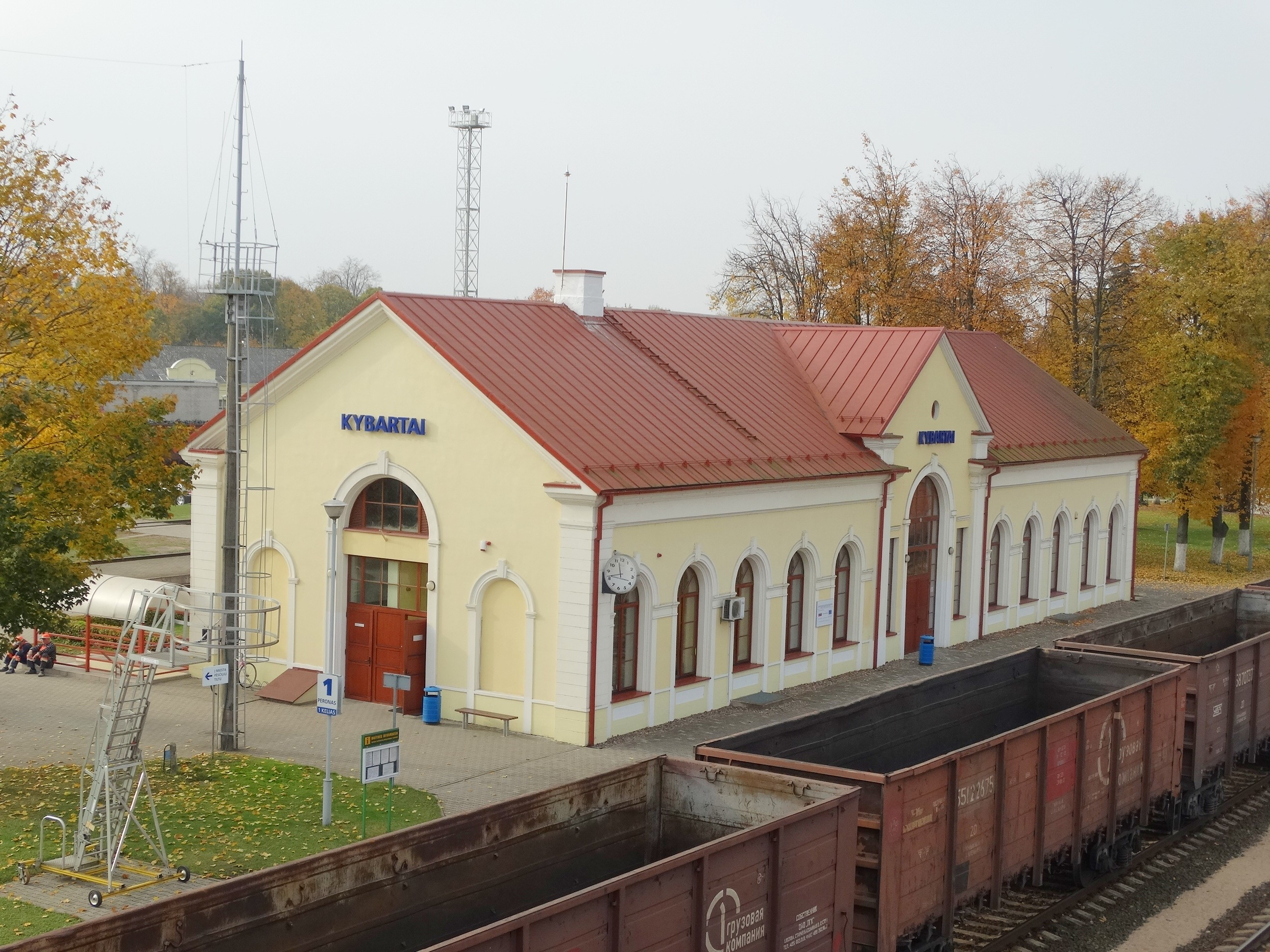
La gare de Kybartai aujourd'hui.

Dans les dernières jours de guerre, la gare frontière est détruite par les forces armées soviétiques. Les frontières ont été abolies entre 1945 et 1991, lorsque la partie nord de la Prusse-Orientale autour de Königsberg, aujourd'hui Kaliningrad, a été intégrée à l'URSS, victorieuse de l'Allemagne nazie.
La frontière a été rétablie en 1991, cette fois-ci entre la nouvelle fédération de Russie à l'ouest et la nouvelle république de Lituanie à l'est. Il s'agit aujourd'hui de l'un des points de passage les plus importants de l'enclave de Kaliningrad pour se rendre à Moscou. La géographie s'est inversée, puisqu'aujourd'hui l'enclave russe se trouve à la place de l'ancien province allemande de Prusse-Orientale.

## Galerie

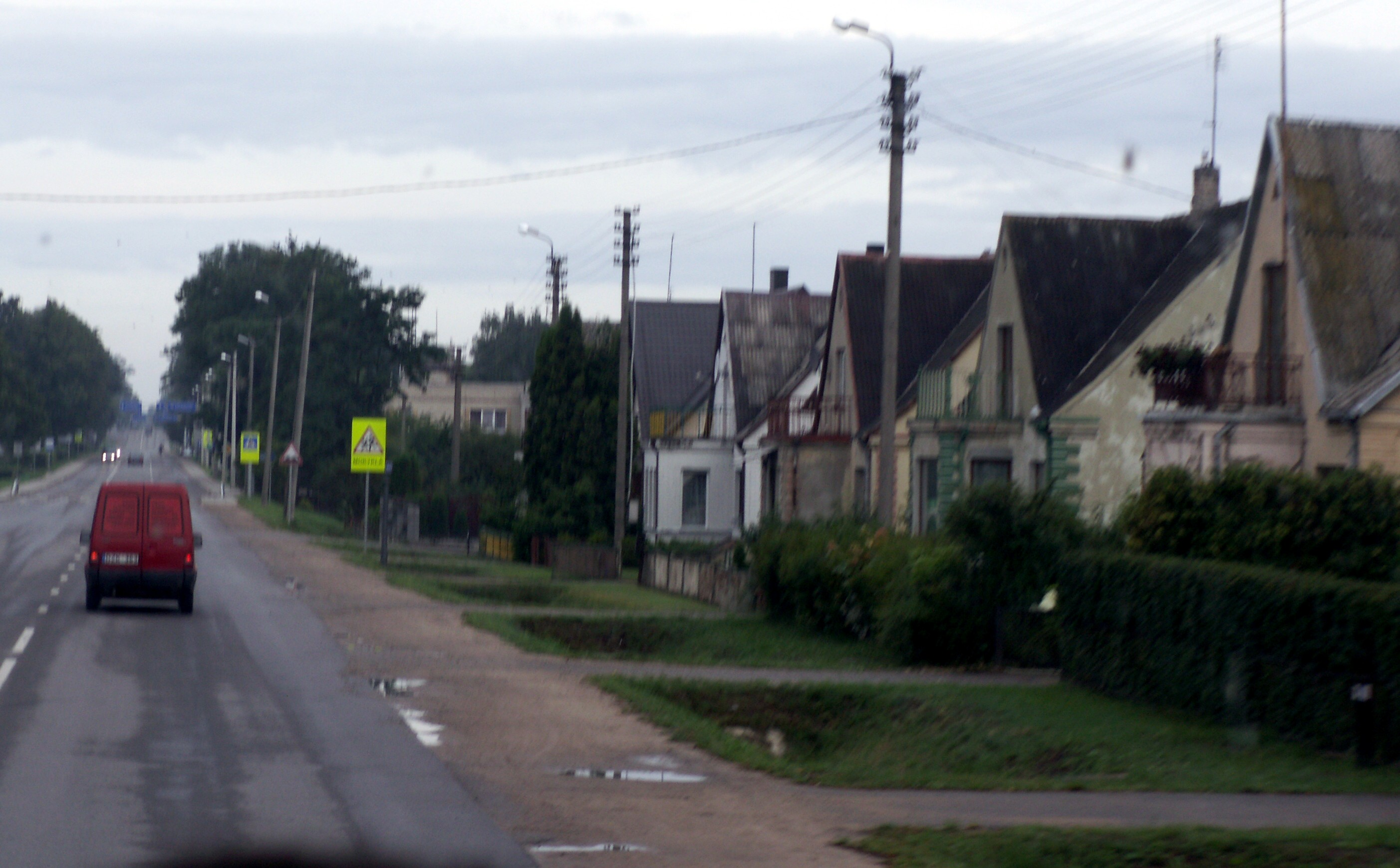
Vue des maisons au bord de la grand-route
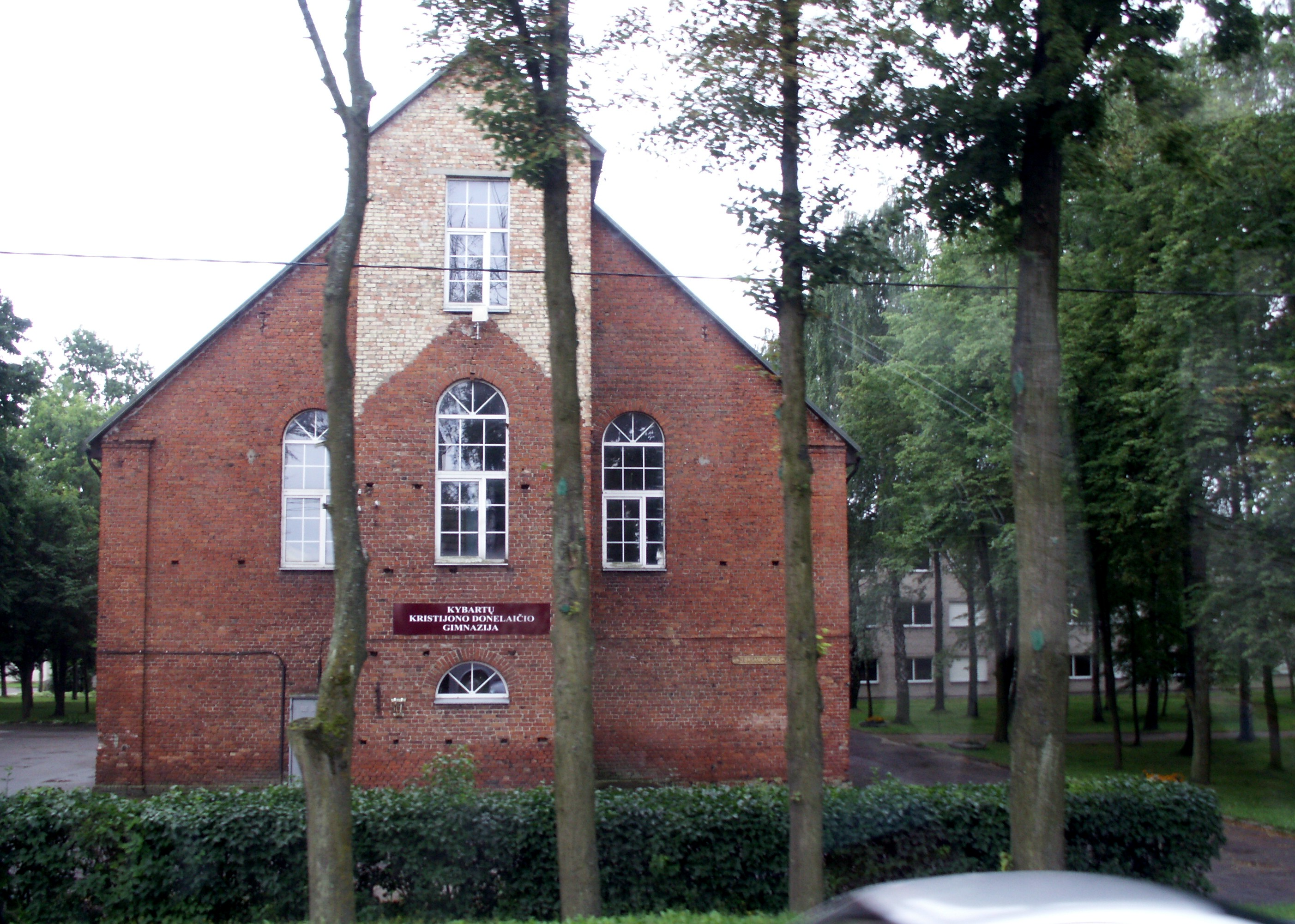
Ancienne école de Donelaitis
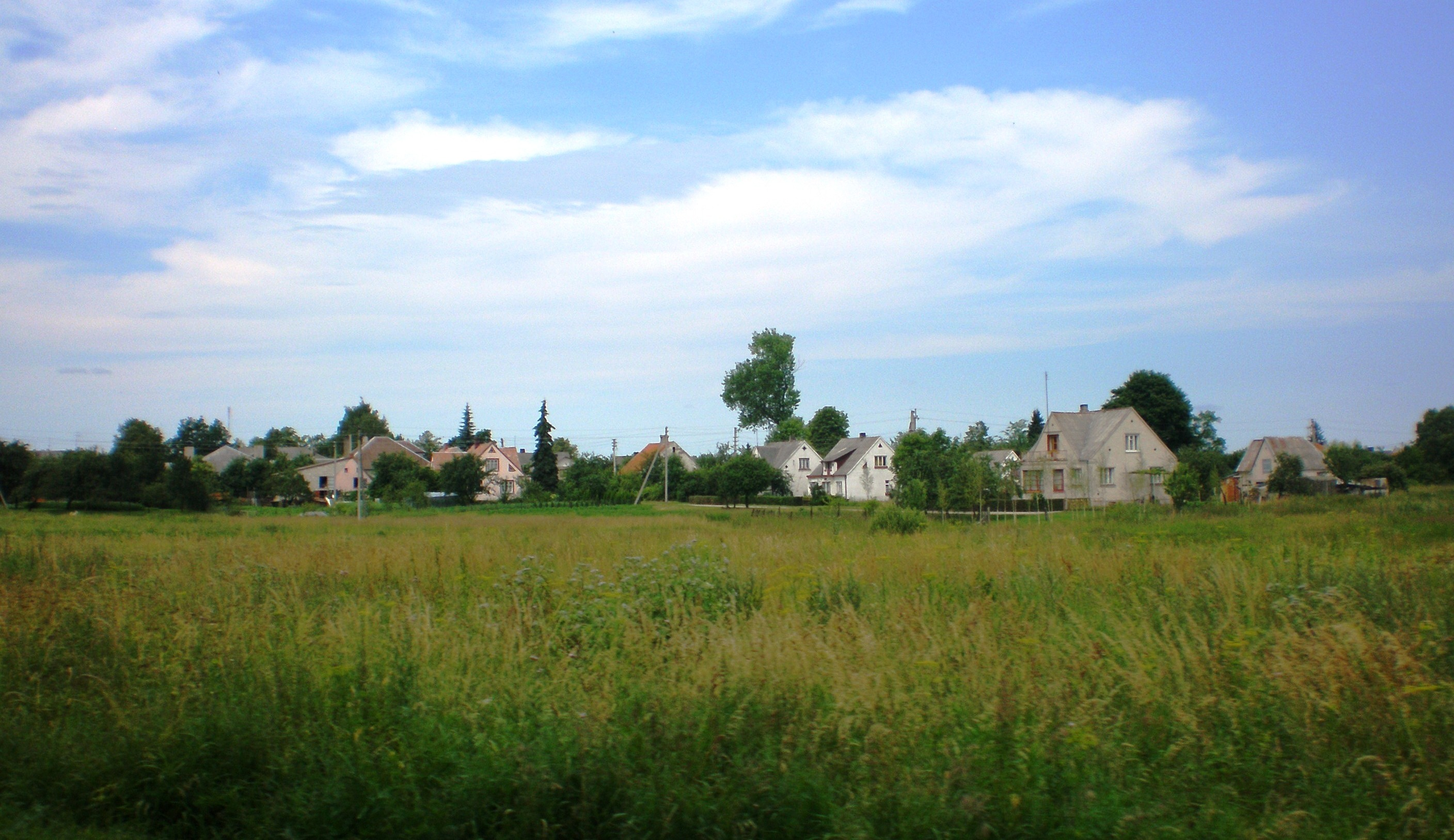
Abords de Kybartai
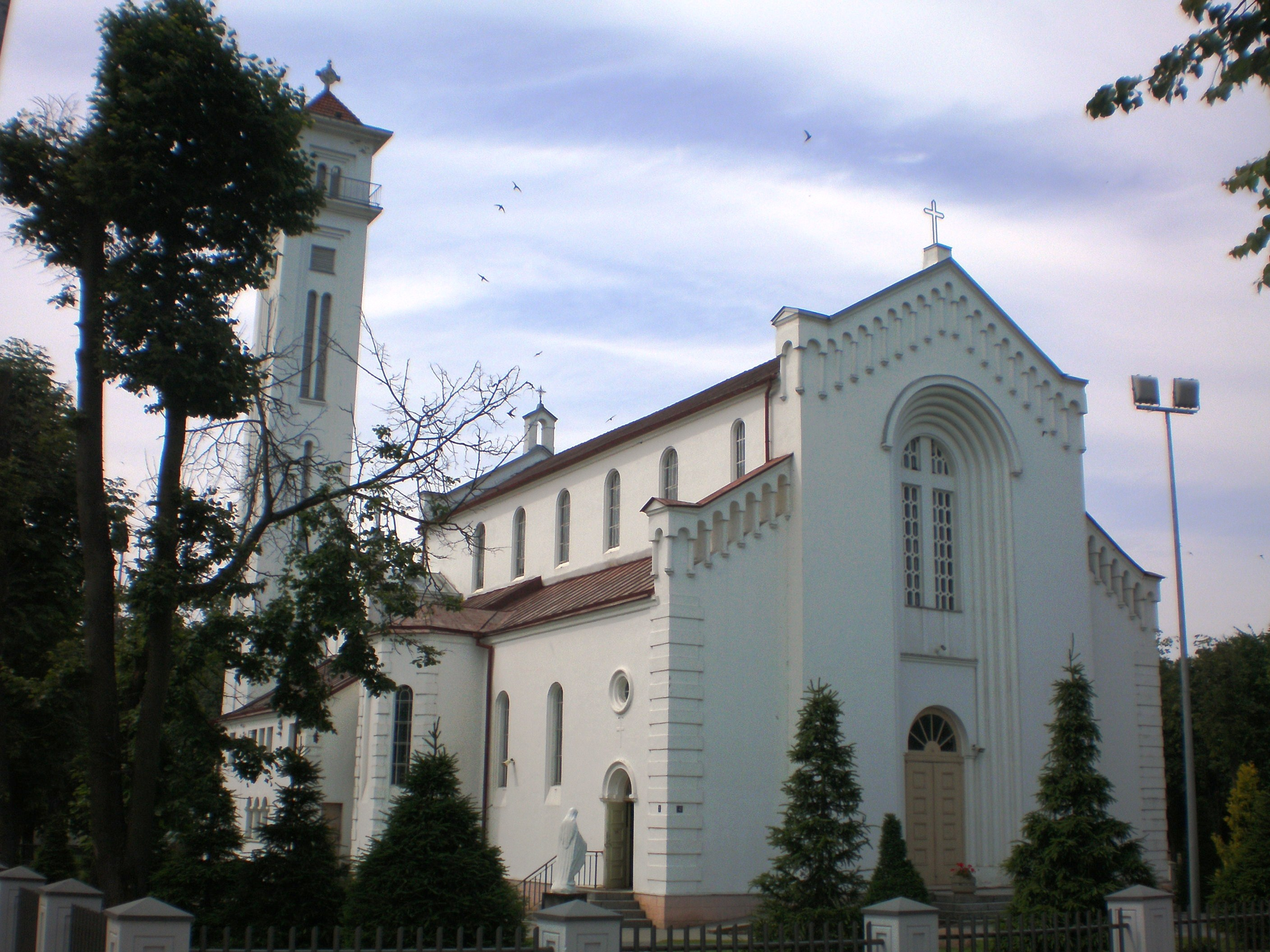
Vue de l'église catholique de Kybartai

## Architecture
- Église orthodoxe Saint-Alexandre-Nevski, construite en 1870
- Église catholique, construite en 1928

## Personnalités
- Isaac Levitan (1860-1900), peintre paysagiste ;
- Emil Młynarski (1870-1935), chef d'orchestre, compositeur, violoniste et pédagogue.